# Kopînivți, Muncaci
Kopînivți (în ucraineană Копинівці) este localitatea de reședință a comunei Kopînivți din raionul Muncaci, regiunea Transcarpatia, Ucraina.

## Demografie
Componența lingvistică a localității Kopînivți
     Ucraineană (99,13%)
     Alte limbi (0,87%)
Conform recensământului din 2001, majoritatea populației localității Kopînivți era vorbitoare de ucraineană (99,13%), existând în minoritate și vorbitori de alte limbi.